# 아인 엘 투르크
아인 엘 투르크(Ain el-Turck, 아랍어: عين الترك)("터키인의 분수")는 알제리 북서쪽 오랑에서 약 15km 떨어진 아인 엘 투르크 지역 의 중심지이다. 지구에는 9개의 시가 있다. 지역에는 해변 휴양지가 유명하다.
또한 오랑 지역의 해변 중 하나에 이름을 부여했다.